# Phạm Tất Thắng
Phạm Tất Thắng (sinh ngày 9 tháng 9 năm 1970) là một chính trị gia người Việt Nam. Ông hiện là Ủy viên Ban Chấp hành Trung ương Đảng Cộng sản Việt Nam khóa XIII, Phó Trưởng Ban Tuyên giáo và Dân vận Trung ương.

## Xuất thân
Ông quê quán ở xã Đồng Tâm, huyện Ninh Giang, tỉnh Hải Dương, dân tộc Kinh, không theo tôn giáo nào.
Ông cư trú ở C12A, khu Hồ Ba Mẫu, phường Trung Phụng, quận Đống Đa, thành phố Hà Nội.

## Giáo dục
Trình độ chính trị: Cao cấp lý luận chính trị
Trình độ chuyên môn: Tiến sĩ Xã hội học, Cử nhân Luật học, Cử nhân Sinh học - Kỹ thuật nông nghiệp

## Sự nghiệp
Ông gia nhập Đảng Cộng sản Việt Nam vào ngày 30/3/1996.
Ông từng là đại biểu Quốc hội Việt Nam khóa XIII, khóa XIV
Nghề nghiệp, chức vụ (Hiện tại): Phó Trưởng ban Dân vận Trung ương
Nơi làm việc: Ban Dân vận Trung ương

### Đại biểu Quốc hội Việt Nam khóa 14 tỉnh Vĩnh Long
Ông được trung ương giới thiệu ứng cử và đã trúng cử đại biểu Quốc hội Việt Nam khóa 14 nhiệm kì 2016-2021 vào ngày 22 tháng 5 năm 2016 ở đơn vị bầu cử số 2, tỉnh Vĩnh Long gồm có thị xã Bình Minh và các huyện: Bình Tân, Trà Ôn, Vũng Liêm, được 260.422 phiếu, đạt tỷ lệ 70,99% số phiếu hợp lệ..

### Trung ương Đảng
Ngày 30 tháng 01 năm 2021, Tại Đại hội đại biểu toàn quốc lần thứ XIII của Đảng, đồng chí được bầu là Ủy viên Ban Chấp hành Trung ương Đảng Cộng sản Việt Nam khóa XIII, nhiệm kỳ 2021-2026.

### Ban Dân vận Trung ương
Ngày 13 tháng 05 năm 2021, Tại Hội nghị, ông Hà Ban, Phó Trưởng Ban Tổ chức Trung ương công bố quyết định của Bộ Chính trị điều động, phân công ông Phạm Tất Thắng, Ủy viên Trung ương Đảng thôi chức vụ Phó Chủ nhiệm Ủy ban Văn hóa, Giáo dục, Thanh niên, Thiếu niên và Nhi đồng của Quốc hội về làm Phó Trưởng Ban Dân vận Trung ương.
Ngày 13 tháng 8 năm 2021, Thủ tướng Chính phủ Phạm Minh Chính ký Quyết định số 1397/QĐ-TTg, bổ nhiệm ông làm Ủy viên Hội đồng Thi đua - Khen thưởng Trung ương.
Ngày 16 tháng 7 năm 2024, Bộ Chính trị giao cho ông điều hành công việc của Ban Dân vận Trung ương cho đến khi kiện toàn chức danh Trưởng ban Dân vận Trung ương theo quy định.

### Ban Tuyên giáo và Dân vận Trung ương
Ngày 3 tháng 2 năm 2025, Bộ Chính trị quyết định phân công ông giữ chức Phó Trưởng ban Tuyên giáo và Dân vận Trung ương sau khi Ban Dân vận Trung ương hợp nhất với Ban Tuyên giáo Trung ương.

## Danh hiệu
- Huân chương Tự do Itxala hạng II của Nhà nước Lào